# 12th Anniversary Show
12th Anniversary Show est un pay-per-view de catch produit par la Ring of Honor (ROH), qui est disponible uniquement en ligne. Le PPV s'est déroulé le 21 février 2014 au Pennsylvania National Guard Armory à Philadelphie, en Pennsylvanie. C'est la 12e édition de Anniversary Show de l'histoire de la ROH. C'est l'un des pay-per-view majeurs de la ROH qui célèbre l'anniversaire de la fédération.

## Contexte
Les spectacles de la Ring of Honor en paiement à la séance sont constitués de matchs aux résultats prédéterminés par les scénaristes de la ROH. Ces rencontres sont justifiées par des storylines - une rivalité avec un catcheur, la plupart du temps - ou par des qualifications survenues au cours de shows précédant l'évènement. Tous les catcheurs possèdent un gimmick, c'est-à-dire qu'ils incarnent un personnage face (gentil) ou heel (méchant), qui évolue au fil des rencontres. Un pay-per-view comme Anniversary Show est donc un événement tournant pour les différentes storylines en cours.
Pour la première fois dans l'histoire de la Ring of Honor, une célébration de l'anniversaire de la fédération, comportant entre autres des séances de signatures et un concours de bras de fer, aura lieu le 22 février 2014 sous le nom de #HonorCon et sera accessible gratuitement par les fans de la fédération,.

### Adam Cole vs. Chris Hero

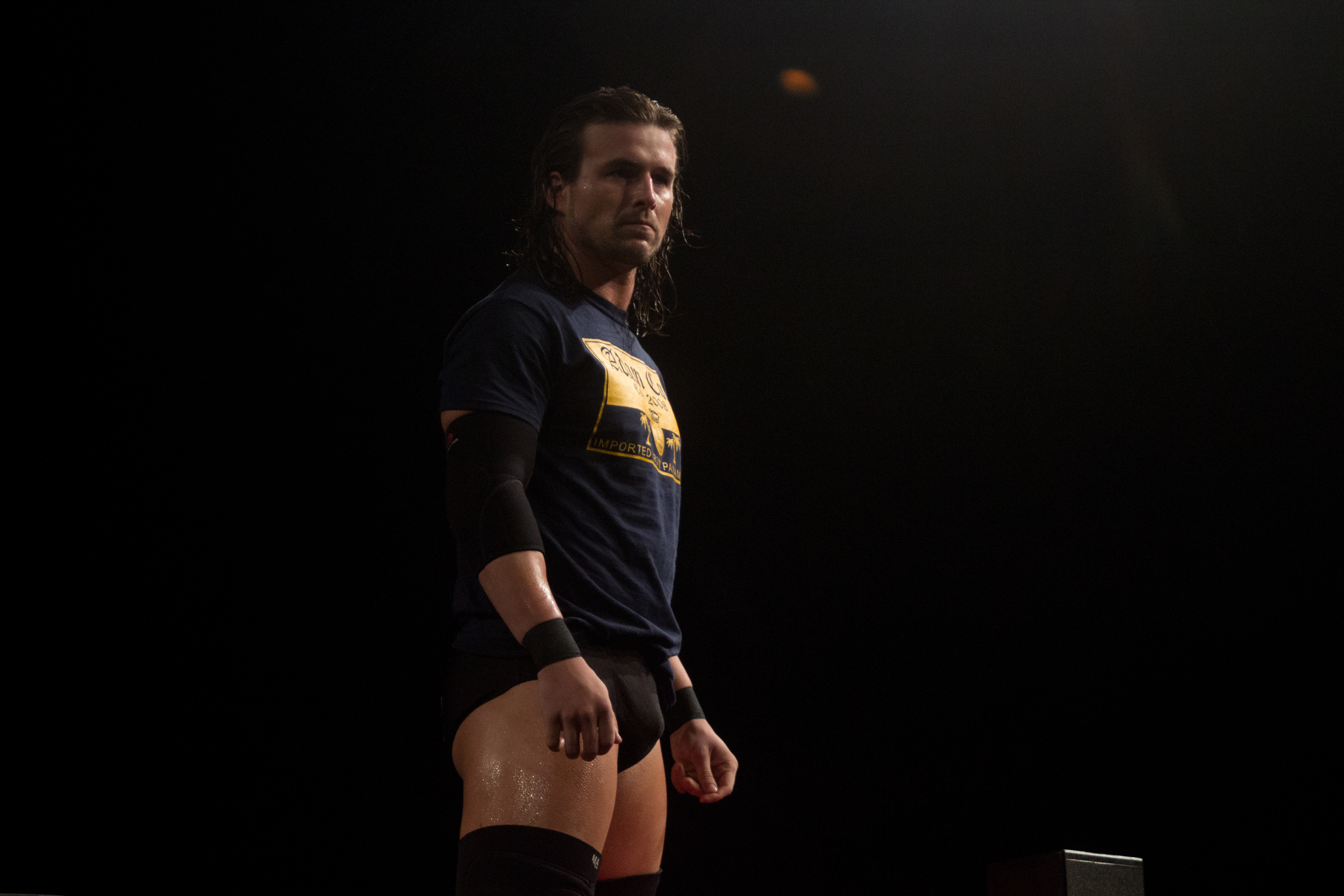
Adam Cole défendra son titre face à Chris Hero.

Après avoir conservé son titre lors de Final Battle (2013) face à Michael Elgin et le vrai champion autoprotoclamé Jay Briscoe, Adam Cole les passe à tabac à la fin du match avec l'aide de Matt Hardy, mais ils se font attaquer à leur tour par Chris Hero, qui effectuait son retour à la ROH. Le 4 janvier, Cole intervient dans un match entre Jay Briscoe et Bobby Fish, mais Jay remporte son match. Le 25 janvier, lors de Wrestling's Finest, Chris Hero et Michael Elgin battent les Briscoe Brothers et Matt Hardy et le champion Adam Cole. Durant le match, Hero rive les épaules de Cole, lui offrant une opportunité pour le ROH World Championship.

### A.J. Styles vs. Jay Lethal
Le 4 janvier, A.J. Styles effectue son retour à la ROH, après 8 ans d'absence, en battant Roderick Strong. Le 25 janvier, Jay Lethal dans une interview en backstage affirme qu'il est content de ce retour, mais que lui et Styles ne se sont jamais affrontés à la ROH depuis leurs débuts respectifs en 2002 et demande une confrontation entre eux deux,.

### Michael Elgin vs. Raymond Rowe

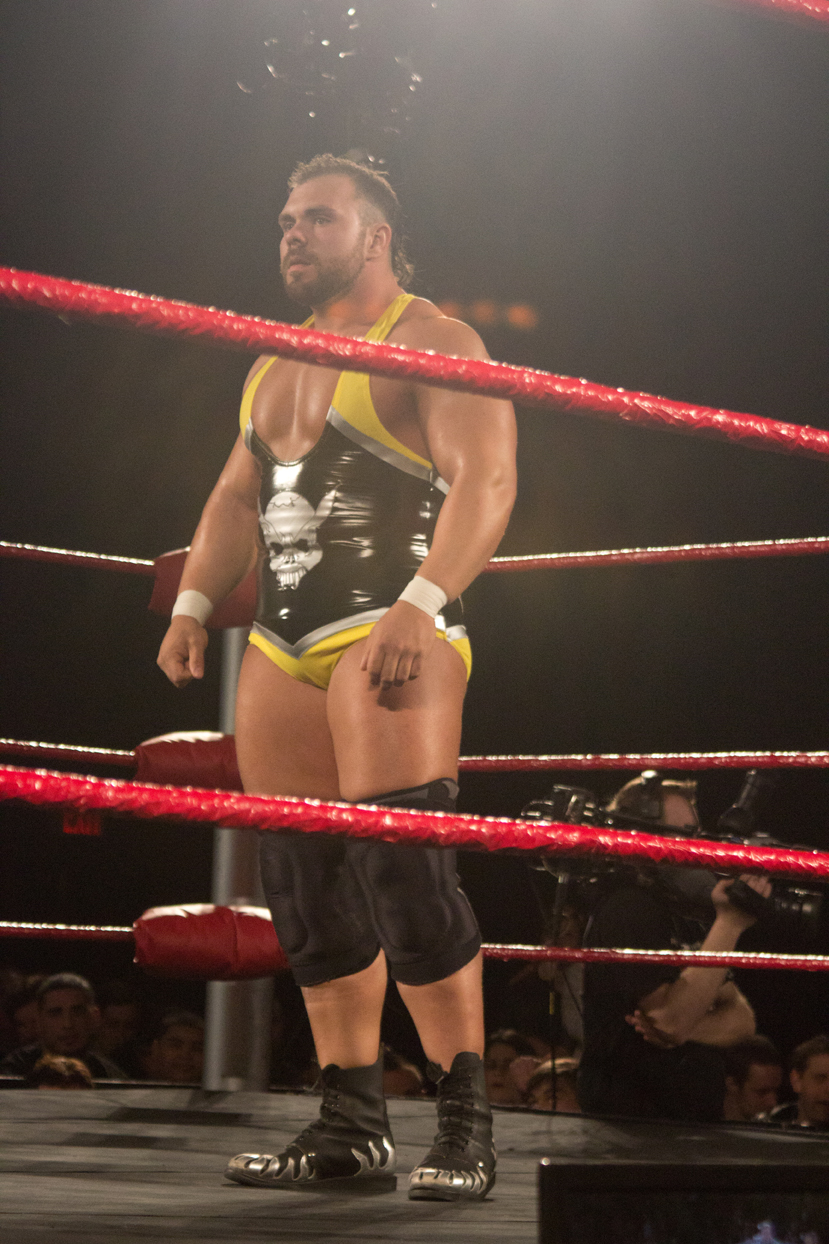
Michael Elgin n'a pas pu prendre sa revanche sur Matt Hardy.

Lors de Death Before Dishonor XI, Michael Elgin perd face à Adam Cole et ne remporte pas le titre mondial qui était laissé vacant. Il obtient une seconde tentative pour le ROH World Championship lors de Final Battle (2013) ; cependant, il perd à nouveau contre le champion Adam Cole, match qui comprenait Jay Briscoe. À la fin du match, il se fait attaquer par Matt Hardy, qui vient aider Cole. Le 25 janvier, lors de Wrestling's Finest, Chris Hero et Michael Elgin battent les Briscoe Brothers et Matt Hardy et le champion Adam Cole, mais seul Hero obtient un match pour le titre mondial. Cependant, il tient toujours à devenir champion du monde de la ROH et affrontera Matt Hardy pour se replacer dans la course au titre. Le 8 février, lors de State Of The Art, Michael Elgin perd contre Tommaso Ciampa, Jay Lethal et Kevin Steen dans un Four Corners Survival match, ce dernier remportant une future opportunité pour le ROH World Championship. Elgin a annoncé dans une vidéo adressée à Matt Hardy qu'il sera son juge et son bourreau. Matt Hardy est remplacé par Raymond Rowe à cause de problèmes de transports.

### The Decade vs. Mark Briscoe, Adam Page & Cedric Alexander
Lors de Final Battle, Jimmy Jacobs, Roderick Strong et B.J. Whitmer attaque Eddie Edwards après son dernier match au sein de la ROH car ils ne supportent plus de voir les autres catcheurs partir vers des fédérations de catch plus importantes. À la suite de cette attaque, les trois hommes fondent The Decade. Le 4 janvier, ils attaquent Adam Page et tentent de recruter Mark Briscoe au sein de leur équipe mais sans succès. Ce refus entraîne un match par équipe avec Briscoe et Page contre Jacobs et Whitmer, match remporté par ces derniers. Le 8 février, Cedric Alexander perd contre Jimmy Jacobs. Plus tard dans la soirée, Alexander frappe accidentellement R.D. Evans durant son match contre Roderick Strong, qui perd par disqualification. Strong se venge sur Alexander après le match.

### Tommaso Ciampa vs. Hanson

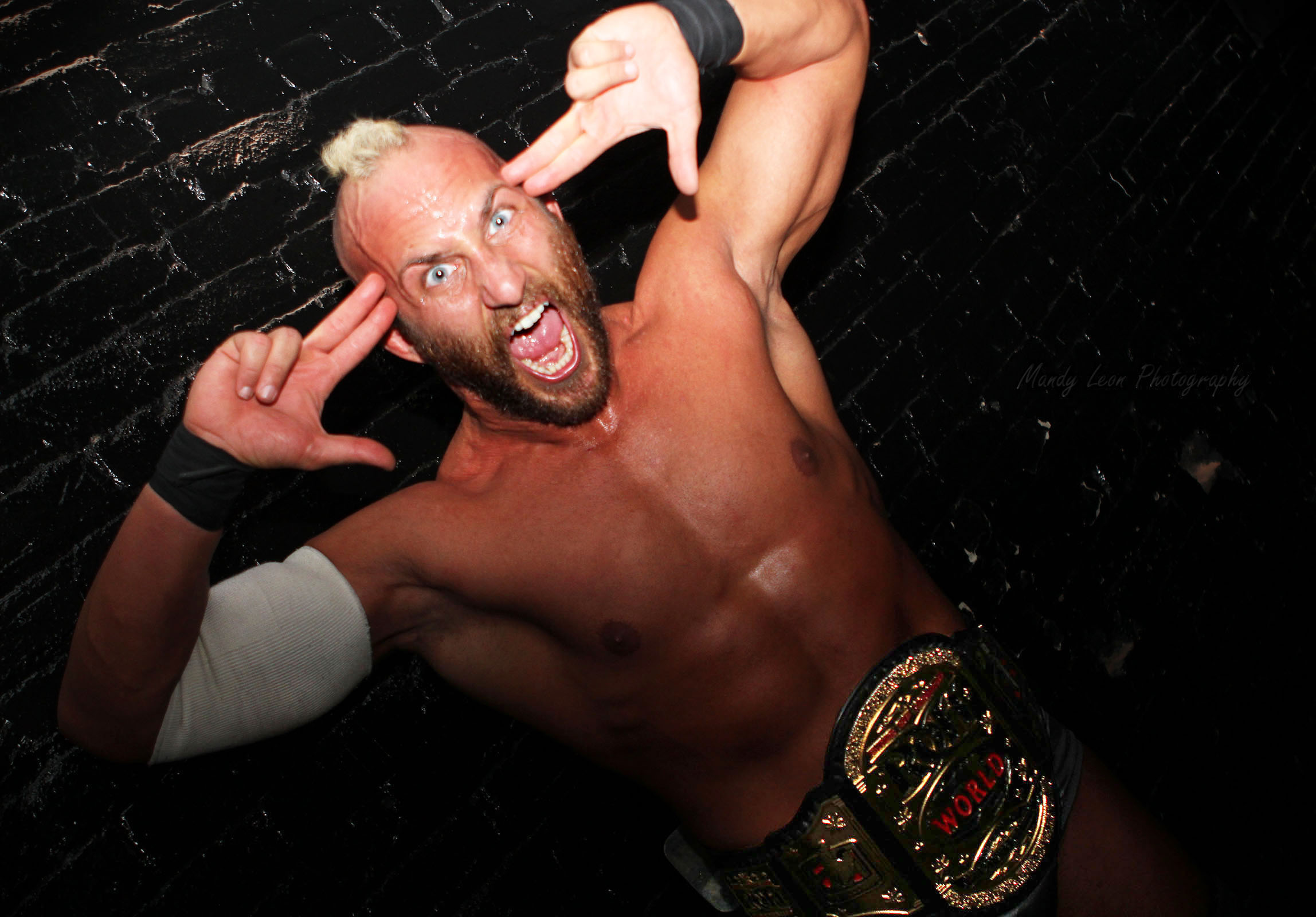
Tommaso Ciampa après sa victoire sur Matt Taven à Final Battle (2013).

Lors de Final Battle (2013), Tommaso Ciampa bat Matt Taven et remporte le ROH World Television Championship. Le 25 janvier, lors de Wrestling's Finest, il conserve son titre face à Matt Taven et Jay Lethal. Peu avant ce match, Hanson bat Raymond Rowe et remporte le Top Prospect Tournament 2014, lui permettant d'affronter Ciampa pour le ROH TV Title. Le 8 février, Ciampa perd contre Kevin Steen, match qui comprenait aussi Michael Elgin et Jay Lethal et ne devient pas challenger pour le titre mondial.

### Jay Briscoe vs. Mike Bennett
Après avoir perdu le ROH World Championship à la suite d'une blessure, Jay Briscoe créa sa propre ceinture lors de Glory by Honor XII et s'autoproclame le Real World Champion, car il n'a jamais perdu son titre en étant battu. Le 4 janvier, Jay conserve son ROH Real World Championship face à Bobby Fish. Le 8 février, Cole perd face à Jay Briscoe pour le ROH Real World Championship. Plus tard dans la soirée, après avoir battu son frère Mark, Mike Bennett demande à Jay Briscoe de venir sur le ring, mais Adam Cole intervient aussitôt et une bagarre éclate entre les Briscoe Brothers et Cole.

### reDRagon vs. Adrenaline RUSH
Depuis leurs multiples victoires pour conserver leurs titres, les champions par équipe Bobby Fish et Kyle O'Reilly dénoncent le manque de compétition en équipe au sein de la ROH. Le 8 février, lors de State Of The Art, les Adrenaline RUSH battent les reDRagon et deviennent challengers pour les ROH World Tag Team Championship.

### Cliff Compton vs. Kevin Steen

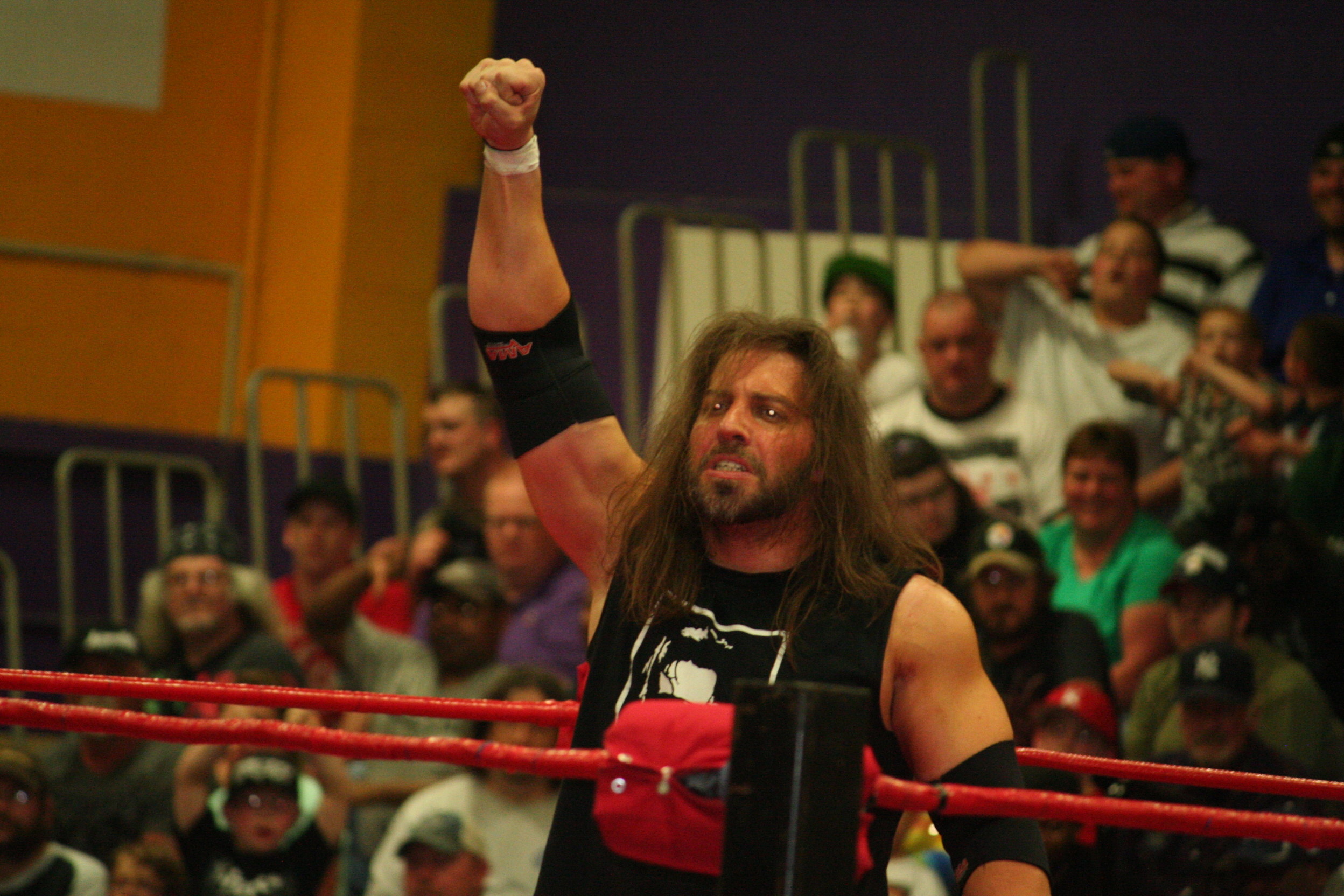
Cliff Compton va faire face à Kevin Steen.

Le 4 janvier, Kevin Steen bat Chris Hero. À la fin du match, il se fait attaquer dans son dos par Cliff Compton. Lors de Wrestling's Finest le 25 janvier, Compton surgit du public puis attaque Steen qui passe à la fin de la bagarre à travers une table. Kevin Steen réclame un match contre Cliff Compton, bien que ce dernier ne fasse plus partie du roster de la fédération. Le match est ensuite confirmé et la stipulation du match entre les deux protagonistes est un Unsanctionned Philadelphia Street Fight match.

### Matt Taven vs. Silas Young
Le 4 janvier, Silas Young perd contre Tommaso Ciampa et ne remporte pas le ROH World Television Championship. Matt Taven vient féliciter Ciampa et Young après le match mais ce dernier attaque Taven. Le 25 janvier, Matt Taven se sépare de son manager Truth Martini. Il perd ensuite contre Ciampa pour le titre dans un Triple Threat match, match qui incluait également Jay Lethal.

## Résultats
| #                                                                | Matchs, | Stipulation                                             | Durée |
| ---------------------------------------------------------------- | --- | ------------------------------------------------------- | ----- |
| Dark                                                             | Caprice Coleman bat Amasis                                                                                   | Match simple                                            | 5:01  |
| 1                                                                | Matt Taven bat Silas Young                                                                                   | Match simple                                            | 6:49  |
| 2                                                                | The Decade (Jimmy Jacobs, Roderick Strong & B.J. Whitmer) battent Mark Briscoe, Adam Page & Cedric Alexander | Six man Tag Team match                                  |       |
| 3                                                                | Tommaso Ciampa (c) bat Hanson                                                                                | Match simple pour le ROH World Television Championship  | 6:42  |
| 4                                                                | Michael Elgin bat Raymond Rowe                                                                               | Match simple                                            | 12:40 |
| 5                                                                | Jay Briscoe (c) bat Mike Bennett (avec Maria Kanellis)                                                       | Match simple pour le ROH Real World Championship        | 10:44 |
| 6                                                                | reDRagon (Kyle O'Reilly & Bobby Fish) (c) battent Adrenaline RUSH (ACH & Tadarius Thomas)                    | Tag Team match pour les ROH World Tag Team Championship |       |
| 7                                                                | A.J. Styles bat Jay Lethal                                                                                   | Match simple                                            | 18:14 |
| 8                                                                | Adam Cole (c) bat Chris Hero                                                                                 | Match simple pour le ROH World Championship             | 18:18 |
| 9                                                                | Kevin Steen bat Cliff Compton                                                                                | Unsanctionned Philadelphia Street Fight match           | 20:28 |
| (c) désigne le(s) champion(s) défendant son titre dans le match. | |                                                         |       |